# Bill Mikkelson
William Robert „Bill“ Mikkelson (* 21. Mai 1948 in Neepawa, Manitoba) ist ein ehemaliger kanadischer Eishockeyspieler, der im Verlauf seiner aktiven Karriere zwischen 1967 und 1978 unter anderem 147 Spiele für die Los Angeles Kings, New York Islanders und Washington Capitals in der National Hockey League (NHL) auf der Position des Verteidigers bestritten hat. Den Großteil seiner aktiven Laufbahn verbrachte Mikkelson jedoch in der American Hockey League (AHL), wo er über 360 Partien absolvierte. Zudem hält er den NHL-Rekord für die schlechteste Plus/Minus-Wertung innerhalb einer Saison, als er die Spielzeit 1974/75 im Trikot der neu gegründeten Washington Capitals mit einer Wertung von −82 in 59 Einsätzen abschloss.

## Karriere
Mikkelson verbrachte seine Juniorenzeit zunächst bei den Brandon Wheat Kings, mit denen er ab 1965 zunächst in der Saskatchewan Junior Hockey League (SJHL) und im Jahr darauf für eine Saison in der Manitoba Junior Hockey League (MJHL). Nachdem die Mannschaft zur Spielzeit 1967/68 in die Western Canada Hockey League (WCHL) aufgenommen worden war, bestritt der Verteidiger dort noch eine Saison mit den Wheat Kings. Zum folgenden Spieljahr wechselte er innerhalb der Liga zu den Winnipeg Jets, wo er bis zum Ende der Saison 1969/70 in der WCHL spielte.
Da Mikkelson während seiner Juniorenzeit ungedraftet geblieben war, erhielt er im September 1970 als Free Agent ein Vertragsangebot der Los Angeles Kings aus der National Hockey League (NHL), wurde aber im gesamten Verlauf der Saison 1970/71 bei deren Farmteam, den Springfield Kings, in der American Hockey League (AHL) eingesetzt. Mit den Springfield Kings gelang dem Abwehrspieler jedoch der Gewinn des Calder Cups der AHL. In der folgenden Spielzeit feierte Mikkelson sein NHL-Debüt für die LA Kings, pendelte die Saison über aber zwischen der NHL und AHL. Somit standen am Ende der Saison 1971/72 15 NHL-Einsätzen 32 Spiele in der AHL gegenüber. Der Kanadier blieb in der Folge für den NHL Expansion Draft 1972 ungeschützt und wurde dort von den neu gegründeten New York Islanders aufgenommen, bei denen er die gesamte Spielzeit 1972/73 absolvierte. Nachdem sich die Islanders zu darauffolgenden Saison aber für die Defensive verstärkt hatten, stand Mikkelson fortan bei deren AHL-Kooperationspartner Baltimore Clippers auf dem Eis.
Im Juni 1974 blieb der Defensivspieler auch vor dem NHL Expansion Draft 1974 ungeschützt und wurde abermals ausgewählt, dieses Mal von den neu in die Liga aufgenommenen Washington Capitals. Er schaffte erneut den Sprung in den NHL-Kader und absolvierte im Saisonverlauf 59 Partien. Dabei wies er am Saisonende eine Plus/Minus-Bilanz von −82 auf, womit er einen absoluten Negativrekord für diese Wertung aufstellte. Ab der Saison 1975/76 spielte Mikkelson wieder in der AHL und lief dort bis zum Sommer 1977 neben den Baltimore Clippers auch für die Rhode Island Reds und Hershey Bears auf. Zum Ausklang seiner Karriere verbrachte der 29-Jährige das Spieljahr 1977/78 beim Mannheimer ERC aus der 2. Eishockey-Bundesliga, ehe er seine Karriere im Sommer 1978 beendete.

## Erfolge und Auszeichnungen
- 1971 Calder-Cup-Gewinn mit den Springfield Kings

## Karrierestatistik
(Legende zur Spielerstatistik: Sp oder GP = absolvierte Spiele; T oder G = erzielte Tore; V oder A = erzielte Assists; Pkt oder Pts = erzielte Scorerpunkte; SM oder PIM = erhaltene Strafminuten; +/− = Plus/Minus-Bilanz; PP = erzielte Überzahltore; SH = erzielte Unterzahltore; GW = erzielte Siegtore; 1 Play-downs/Relegation; Kursiv: Statistik nicht vollständig)

## Familie
Mikkelsons Onkel ist Jim McFadden, der zwischen 1947 und 1954 in der National Hockey League (NHL) aktiv war und im Jahr 1948 die Calder Trophy sowie zwei Jahre später in Diensten der Detroit Red Wings den Stanley Cup gewann. Ebenso absolvierte Mikkelsons jüngerer Bruder zu Beginn der 1970er-Jahre einige Partien in der International Hockey League (IHL). Mikkelsons Kinder sind Meaghan Mikkelson, die mit der kanadischen Frauen-Nationalmannschaft zweifacher Olympiasieger und Weltmeister wurde, und Brendan Mikkelson, der zwischen 2008 und 2013 in der NHL für drei verschiedene Franchises auflief.